# Vestmarkabanen
Vestmarkabanen, Paradisbanen,  var en järnväg mellan Skotterud och Vestmarka i Eidskogs kommun i Innlandet fylke i sydöstra Norge. Järnvägen var 14,3 kilometer lång och öppnades för trafik den 15 oktober 1918. Passagerartrafiken upphörde 30 januari 1931 och det var den första nedläggningen av passagerartrafik på järnvägarna i Norge. Godstrafiken mellan Buåa och Vestmarka upphörde den 15 februari 1961 och järnvägen lades ned den 1 juni 1965. Till Vestmarka station fanns fram till 1939 en linbana från Sundshagsfors i Skillingmarks socken i Sverige för transport av pappersmassa.

## Källhänviningar
1. ↑  ”Vestmarkabanen (Paradisbanen)”. Nebysamlingene. Svein Magne Olsen. Arkiverad från originalet den 27 juni 2015. https://web.archive.org/web/20150627100831/http://www.nebysamlingene.com/jernbane/vestmarkabanen/skotterud_vestmarka.htm. Läst 27 april 2013.
2. ↑  ”Vestmarka”. Magnor Torg AS. Arkiverad från originalet den 3 juli 2013. https://archive.is/20130703145617/http://www.magnortorg.no/meny_3_1_02.asp. Läst 26 april 2013.

Den här artikeln är helt eller delvis baserad på material från norska (bokmål) Wikipedia.